# Équipe cycliste Merlin Plage-Shimano-Flandria
Merlin Plage-Shimano-Flandria est une équipe cycliste professionnelle française créée en 1974 et dissoute à l'issue de cette saison. Elle était liée à l'équipe belge Carpenter-Confortluxe-Flandria.

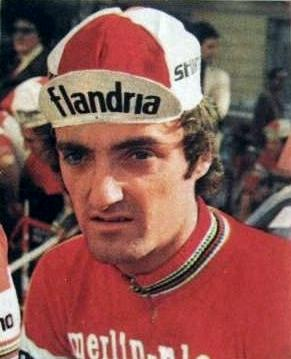
Daniel Rebillard en 1974.

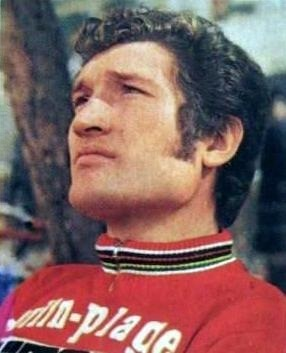
Cyrille Guimard en 1974.

## Effectif
| Effectif 1974             | Effectif 1974     | Effectif 1974 | Effectif 1974                     |
| Cycliste                  | Date de naissance | Pays          | Équipe précédente                 |
| ------------------------- | ----------------- | ------------- | --------------------------------- |
| Christian Ardouin         | 18 avril 1952     | France        |                                   |
| Fernand Bruggeman         | 19 avril 1949     | Belgique      |                                   |
| Raphaël Coene             | 5 novembre 1950   | Belgique      |                                   |
| André Corbeau             | 1 avril 1950      | France        | Flandria-Carpenter-Shimano (1973) |
| Michel Coroller           | 10 mai 1949       | France        | Flandria-Carpenter-Shimano (1973) |
| Régis Delépine            | 22 décembre 1946  | France        | Gan-Mercier-Hutchinson (1973)     |
| Michel Demore             | 29 août 1948      | France        |                                   |
| André Dierickx            | 29 octobre 1947   | Belgique      | Flandria-Carpenter-Shimano (1973) |
| Maurice Dury              | 8 novembre 1947   | Belgique      |                                   |
| Cyrille Guimard           | 20 janvier 1947   | France        | Gan-Mercier-Hutchinson (1973)     |
| Joël Millard              | 23 janvier 1946   | France        |                                   |
| Jean-Claude Misac         | 27 octobre 1948   | France        |                                   |
| Gérard Moneyron           | 17 janvier 1948   | France        | Gan-Mercier-Hutchinson (1973)     |
| Henri-Paul Fin            | 20 mars 1950      | France        |                                   |
| Daniel Rebillard          | 20 décembre 1948  | France        | Flandria-Carpenter-Shimano (1973) |
| Jean-Jacques Sanquer      | 29 novembre 1946  | France        | Flandria-Carpenter-Shimano (1973) |
| Alain Van Lancker         | 15 mai 1947       | France        |                                   |
| Ghislain Van Landeghem    | 18 juillet 1948   | Belgique      |                                   |
| Noël Vantyghem            | 9 octobre 1947    | Belgique      | Flandria-Carpenter-Shimano (1973) |
|                           |                   |               |                                   |
| Source : Cycling Archives |                   |               |                                   |